# (10283) Cromer
(10283) Cromer (1981 JE2) – planetoida z grupy pasa głównego asteroid okrążająca Słońce w ciągu 3,7 lat w średniej odległości 2,39 j.a. Odkryta 5 maja 1981 roku.